# Jonathan Bilbao
Jonathan Felipe Bilbao Zárate (Santiago, Chile; 3 de junio de 1987) es un futbolista chileno que se desempeña como mediocampista y actualmente juega en el Ironbound Soul SC, que compite en la American Soocer League de Estados Unidos

## Clubes
| Club              | País           | Año             |
| ----------------- | -------------- | --------------- |
| Jersey Express SC | Estados Unidos | 2009            |
| Murça SC          | Portugal       | 2010            |
| CDC Montalegre    | Portugal       | 2010            |
| Pietà Hotspurs FC | Malta          | 2011-2014       |
| Ironbound Soul SC | Estados Unidos | 2014            |
| Icon FC           | Estados Unidos | 2015 - Presente |

## Palmarés

### Campeonatos nacionales
| Título             | Club              | País  | Año       |
| ------------------ | ----------------- | ----- | --------- |
| BOV First Division | Pietà Hotspurs FC | Malta | 2013-2014 |